# Örtliche Unfalluntersuchung
Die örtliche Unfalluntersuchung dient in Deutschland durch die Auswertung von Straßenverkehrsunfällen dazu, unfallauffällige Örtlichkeiten aufzudecken und näher zu untersuchen. Sie hat in enger Zusammenarbeit zwischen der örtlichen Polizei, Straßenbau- und Straßenverkehrsbehörde zu erfolgen, die zusammen eine (von vielen in Deutschland) Unfallkommission bildet. Diese Unfallkommissionen (auch Verkehrssicherheitskommission genannt, Abkürzung: VKS) werden in der Regel entsprechend den Erlassen der Bundesländer gebildet. Die Verfahrensabläufe sind durch einschlägige Vorschriften standardisiert und bundesweit weitgehend einheitlich.
Rechtsgrundlage für die örtliche Unfalluntersuchung ist die Verwaltungsvorschrift zur Straßenverkehrs-Ordnung (VwV-StVO) zu § 44, sowie dazu ergangene Landesverordnungen.

## Erforderliche Daten
Verkehrsunfalldaten, die die Polizei im Rahmen der Verkehrsunfallaufnahme am Unfallort erhebt, werden aufbereitet, um so allen Mitgliedern der Unfallkommission die notwendigen Daten an die Hand zu geben, die sie benötigen, um Unfallhäufungen zu erkennen, zu bewerten und zu beseitigen. Die absoluten Unfallzahlen führen zu einer Unterscheidung in:
- Unfallhäufungsstelle (UHS)
- Unfallhäufungslinie (UHL)

Daneben fließen Daten der sogenannten Unfallkategorie in die Bewertung ein.

## Methodik

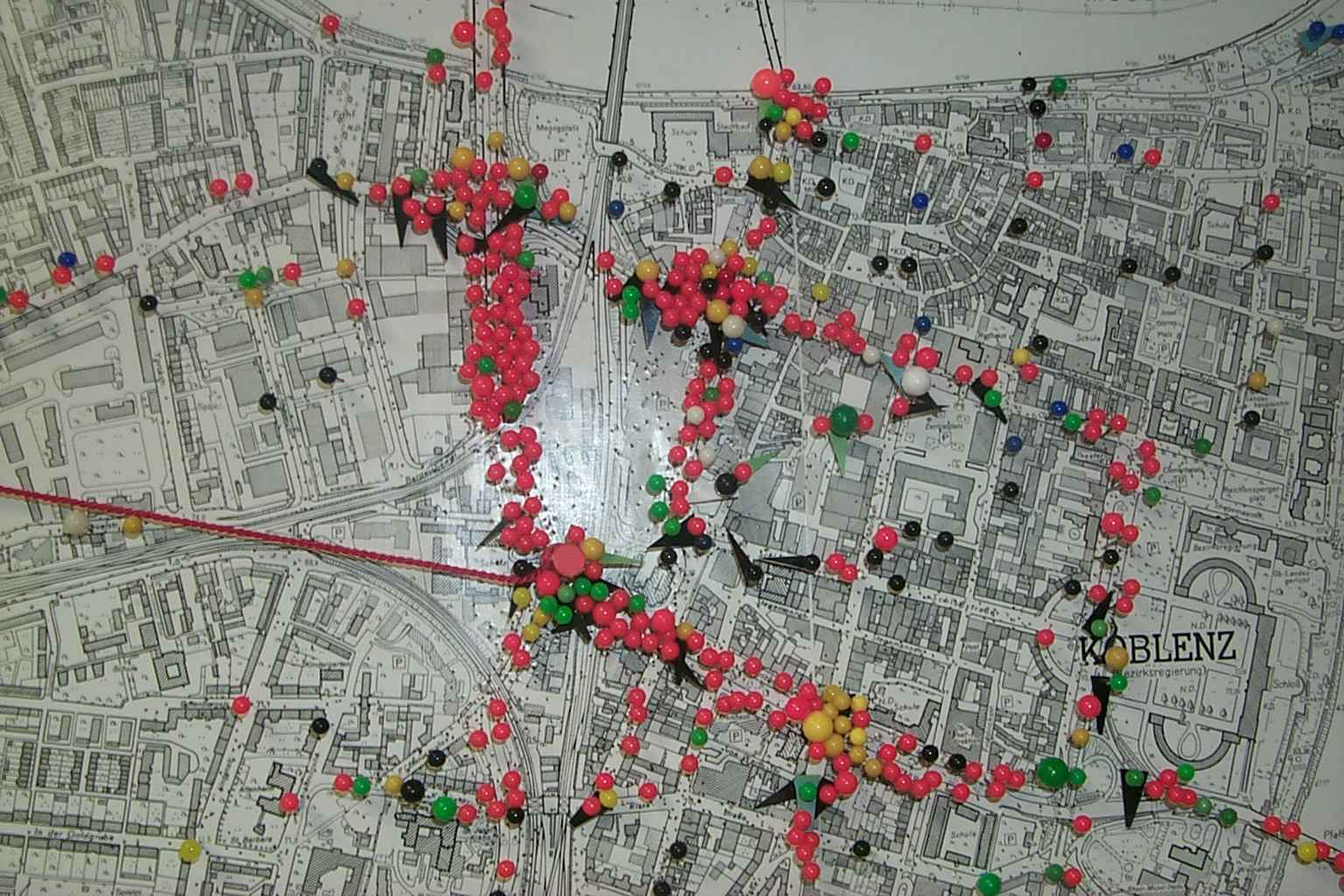
Unfalltypenkarte (Ausschnitt)

Die Methodik der örtlichen Unfalluntersuchung ist in der Allgemeinen Verwaltungsvorschrift zur Straßenverkehrsordnung (VwV-StVO) geregelt und im Merkblatt zur Örtlichen Unfalluntersuchung in Unfallkommissionen (M Uko) näher ausgeführt.
Dazu legt in der Regel die Polizei Unfalltypenkarten (auch Unfallsteckkarten genannt) an, in denen jeder Verkehrsunfall verzeichnet ist. Eine Nadel wird genau an den Punkt einer groß-maßstäblichen Karte gesteckt, an dem sich der Unfall ereignet hat. Die verschiedenen Farben zeigen den Unfalltyp (Konfliktvorgang, der zum Unfall führte) und die verschiedenen Durchmesser der Nadeln die Unfallkategorie (Getötete, Schwer- und Leichtverletzte sowie Sachschaden). Diese Aufarbeitung der Daten erlaubt es, Häufungen auf einen Blick zu lokalisieren, und lässt bereits erste Hinweise auf mögliche Ursachen erkennen. Zusätzlich können die Nadeln mit Markierungen (kleinen Dreiecken) hinterlegt werden, die weitere Unfallumstände betreffs Unfallursache (Alkoholunfall, Wildunfall) oder Unfallart (Aufprall auf einen Baum, Fußgänger, Radfahrer) aufzeigen. 
Zusätzlich zur Karte werden Unfallblattsammlungen geführt, die weitere ausführliche Daten enthalten, so zum Beispiel zum Unfallhergang, zum Straßenzustand, zur Witterung, zu den Sichtverhältnissen usw.
Unfalltypenkarte und Unfallblattsammlung werden heute meist in elektronischer Form geführt, indem unmittelbar die anonymisierten Protokolle im polizeilichen Datenbestand aufgearbeitet werden.
Die aufbereiteten Unterlagen werden in regelmäßigen Abständen in den Unfallkommissionen beraten. Aufgabe des Gremiums ist es, die Daten zu interpretieren und Lösungsmöglichkeiten vorzuschlagen, die sodann von den politisch Verantwortlichen umgesetzt werden müssen. Unfallkommissionen gibt es in allen Bundesländern seit den siebziger Jahren. Sie sind ein bedeutender Bestandteil im gesamten Spektrum der Verkehrssicherheitsarbeit und es ist nicht zuletzt ihrer Arbeit zu verdanken, dass die Zahl der Toten und Verletzten im Straßenverkehr stetig abnimmt.
Die Arbeit der Unfallkommissionen wird von der Unfallforschung der Versicherer (UDV) maßgeblich unterstützt, indem Schulungen durchgeführt und entsprechende Fachpublikationen herausgegeben werden.

## Unfalltypen-Katalog

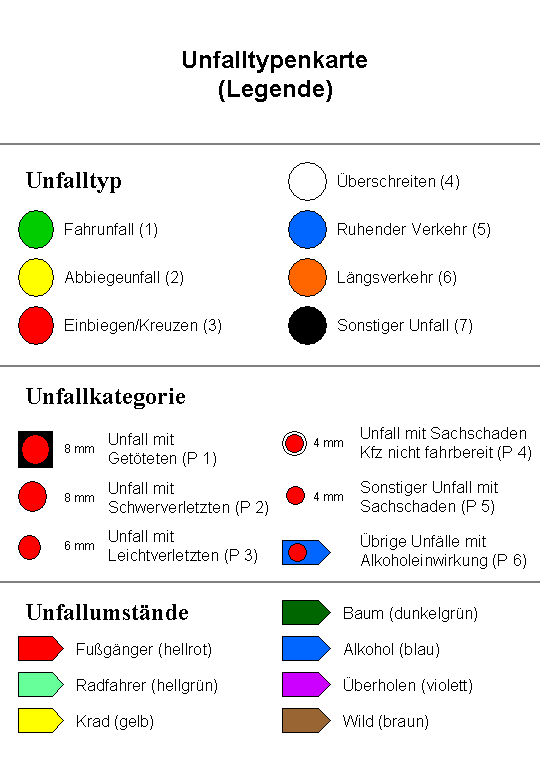
Legende einer Unfalltypenkarte

Der Unfalltyp bezeichnet den Verkehrs- oder Konfliktvorgang, woraus der Verkehrsunfall entstanden ist. In der Unfalluntersuchung wird in sieben Unfalltypen unterschieden:
- Unfalltyp 1: Fahrunfall (F)
- Unfalltyp 2: Abbiege-Unfall (AB)
- Unfalltyp 3: Einbiegen/Kreuzen-Unfall (EK)
- Unfalltyp 4: Überschreiten-Unfall (ÜS)
- Unfalltyp 5: Unfall durch ruhenden Verkehr (RV)
- Unfalltyp 6: Unfall im Längsverkehr (LV)
- Unfalltyp 7: Sonstiger Unfall (SO)